# Diva house
Genres dérivés
Hardbag
La diva house, ou handbag house, est un sous-genre musical de la house popularisé dans les clubs gay pendant la seconde moitié des années 1980. La handbag house est l'un des sous-genres les plus célèbres et accessibles du genre dance. Selon The Encyclopedia of Contemporary British Culture, la handbag house se caractérise par « des chants féminins, des breakdowns, et par la prolifération de stabs de piano. » Les compositions modernes de diva house utilisent des stabs de synthétiseurs et un rythme 4/4.

## Histoire
Le terme de « diva house » est d'usage depuis juillet 1992, lorsque le magazine Billboard décrit What Are We Doin' des Dee Dee Simons comme de la « diva-house époumonée. » Le genre est connu pour ses chants unisexes, parfois repris d'autres chansons. Ses échantillons sonores proviennent de chansons soul, disco, gospel, et parfois de show tunes (en) joués par des chanteuses comme Bette Midler, Judy Garland, Liza Minnelli, et autres icônes de la communauté LGBT.
Le terme de « handbag house » semblerait être particulièrement populaire sur les pistes de danse britanniques. Dans les années 1990, la musique house se popularise en même temps que les clubs gay et la culture LGBT. L'accessibilité de la diva house mène à la popularisation de la musique orientée gay. Au Royaume-Uni tout particulièrement, la handbag house devient l'emblème du clubbing. Selon les experts musicaux Bill Brewster et Frank Broughton, la handbag house aide au développement de la « luxure » dans ce milieu. Avec la culture gay des années 1990, « diva » devient le mot qui caractérise la house music dans la scène dance gay.
Le critique musical Simon Reynolds affirme que le handbag house est « initialement un terme dépréciatif, inventé par des connaisseurs condescendants à l'égard des mélodies house hymniques et pénétrantes dans les hit-parades qui étaient censées plaire aux femmes, et surtout à la construction folklorique de Sharon et Tracy. » Selon le producteur de musique électronique Ewan Pearson et l'universitaire Jeremy Gilbert, la handbag house est souvent qualifiée de « plastic disco » par les amateurs de musique de danse qui préfèrent « le son plus ésotérique des musiques qui s'écartent des priorités musicales « grand public » que sont la mélodie et le langage verbal. » L'attrait de la handbag house pour le grand public a poussé les puristes de la dance music underground à se tourner vers les genres dérivés que sont le hardbag, la house progressive, la deep house et la garage house. La sociologue Dunja Brill affirme que la critique de la handbag house comporte un « aspect misogyne dans les représentations culturelles des clubs du courant principal dénigré de la handbag house par rapport auquel les ravers définissent leur sous-culture. » Brill soutient que les préjugés à l'encontre de la maison sac à main « s'expriment le plus clairement dans la féminisation du « courant principal » dénigré de la culture pop par rapport auquel les sous-cultures se définissent elles-mêmes. »